# Erzbistum Białystok
Das Erzbistum Białystok (lateinisch Archidioecesis Bialostocensis, polnisch Archidiecezja białostocka) ist eine in Polen gelegene römisch-katholische Erzdiözese mit Sitz in Białystok.

## Geschichte
Das Bistum Białystok wurde am 5. Juni 1991 durch Papst Johannes Paul II. aus Gebietsabtretungen des Erzbistums Vilnius errichtet. Am 25. März 1992 wurde das Bistum Białystok durch Johannes Paul II. mit der Apostolischen Konstitution Totus tuus Poloniae populus zum Erzbistum erhoben.
Seit 1998 entsendet das Erzbistum junge Priester als Fidei-Donum-Priester in die Mission in Peru, insbesondere im Erzbistum Huancayo.

## Ordinarien

### Kapitularvikare und Apostolische Administratoren des Erzbistums Vilnius in Białystok
Nachdem 1945 der polnische Teil des Erzbistums Vilnius abgetrennt wurde, verwaltete Erzbischof Romuald Jałbrzykowski diesen Teil der Erzdiözese bis zu seinem Tod von Białystok aus. Ihm folgten Kapitularvikare, wobei aus politischen Gründen die Bezeichnung Erzbistum Vilnius zunehmend durch Erzbistum in Białystok  kaschiert wurde. 1968 ernannte Papst Pius XII. mit Weihbischof Władysław Suszyński erstmals einen Apostolischen Administrator mit Sitz in Białystok. Der sowjetische Teil des Erzbistums Vilnius blieb bis 1989 vakant.
- 1955–1968: Adam Sawicki, Kapitularvikar, 1963 Titularbischof von Turres Concordiae
- 1968: Władysław Suszyński, Titularbischof von Tabbora
- 1968–1970: Piotr Maziewski, Kapitularvikar
- 1970–1976: Henryk Roman Gulbinowicz, Titularbischof von Acci
- 1976–1991: Edward Kisiel, Titularbischof von Limata

### Bischöfe von Białystok
Nach der Reorganisation der litauischen Kirche 1991 wurden das Bistum Białystok geschaffen und vom Erzbistum Vilnius getrennt. 
- 1991–1992: Edward Kisiel, 1. Bischof von Białystok

### Erzbischöfe von Białystok
1992 wurde das Bistum Białystok selbst zum Erzbistum erhoben. 
- 1992–1993: Edward Kisiel
- 1993–2000: Stanisław Szymecki
- 2000–2006: Wojciech Ziemba
- 2006–2017: Edward Ozorowski
- 2017–2021: Tadeusz Wojda SAC, dann Erzbischof von Danzig
- seit 2021: Józef Guzdek

### Weihbischöfe in Białystok
- 1991–2006: Edward Ozorowski, Titularbischof von Bitettum
- seit 2012: Henryk Ciereszko, Titularbischof von Dices